# ブラックストーン・グループ
ブラックストーン・グループ（The Blackstone Group、NYSE: BX）は、アメリカ合衆国に本拠を置く大手の投資ファンド運用会社である。
バイアウト・ファンドビジネスを中心に、オルタナティブ投資を主軸とする。

## 概要
リーマン・ブラザーズを退職したピーター・G・ピーターソンとスティーブン・シュワルツマンによって1985年に設立された。本社は、ニューヨークの51丁目パークアベニューのリバーハウスにあり、支社は、アトランタ、ボストン、ロンドン、ハンブルク、パリ、ムンバイ、香港、東京にある。最も大きな上場株投資会社の一つである。
現在ブラックストーンのビジネスはバイアウト・ファンドだけにとどまらず、不動産ファンド部門、ヘッジファンドなどを含む市場性 オルタナティブ投資ファンド部門、財務アドバイザリー部門の4つのセグメントからなっており、運用資産1191億1500万ドル（2010年現在）に及ぶ総合 オルタナティブ投資会社となっている。
2007年の上場時には中国投資有限責任公司が30億ドル相当の非議決権株式を取得した。ブラックストーンが保有する資産には、軍事・衛星技術関連の会社が含まれると指摘され、この技術が中華人民共和国政府に渡らないように米政府は懸念している。
CEOのスティーブン・シュワルツマンの個人資産は2020年には、210億ドル（約2兆1700億円）となった。
創業者でCEOのスティーブ・シュワルツマンは中華人民共和国の清華大学に3億ドルを寄付して経済管理学院顧問委員会に名を連ねて自らの名のついたカレッジも設立している親中家であり、シュワルツマンはドナルド・トランプ米大統領の古くからの友人で顧問でもあり、大統領戦略政策フォーラム議長に選ばれるなど米政府の対中外交に一定の影響力を有している。
名前の類似する資産運用会社ブラックロックはブラックストーンの債券運用部門として設立されたが、1995年に売却されている。

## 投資
ブラックストーンの名称は、創設者の姓の一部から来る。スティーブ・シュワルツマンのSchwarzは、ドイツ語で「黒」（ブラック）、ピーター・G・ピーターソンのPeterはギリシャ語で「石」（ストーン）を意味し、ここから名付けられた。
2021年4月、ブラックストーンは不動産投資信託会社Extended Stay Americaを61億ドルで買収。パンデミック中のホテル業界で最大級の取引となった。
2021年9月、工業不動産のWPT Industrial Real Estate Investment Trustを30億ドルで買収し、工業物流領域での影響力を強化。
2022年2月、商業不動産に特化したREIT会社PS Business Parksを80億ドルで買収。
2022年6月、再生可能エネルギー分野における関心を示し、アメリカのエネルギー企業Invenergy Renewablesの一部株式を43億ドルで取得。
2022年11月、オーストラリアのカジノ運営大手Crown Resortsを約100億ドルで買収。これはアジア太平洋地域での大規模な投資だった。
2024年6月、同月19日から同年7月31日までの間、日本で電子書籍配信サービス「めちゃコミック」などを手がけているインフォコムに対して完全子会社化を目的とした株式公開買付け（TOB）を実施。買収総額は2756億円を予定しており、同国内では過去最大の企業買収となる。